# Never 7: The End of Infinity
Never 7: The End of Infinity est un jeu vidéo de type visual novel développé et édité par KID, sorti en 2000 sur Windows, Mac, Dreamcast, PlayStation, PlayStation 2, Neo-Geo Pocket, PlayStation Portable, iOS, Android.

## Accueil
- Famitsu : 26/40 (PS)[1]